# Pandora

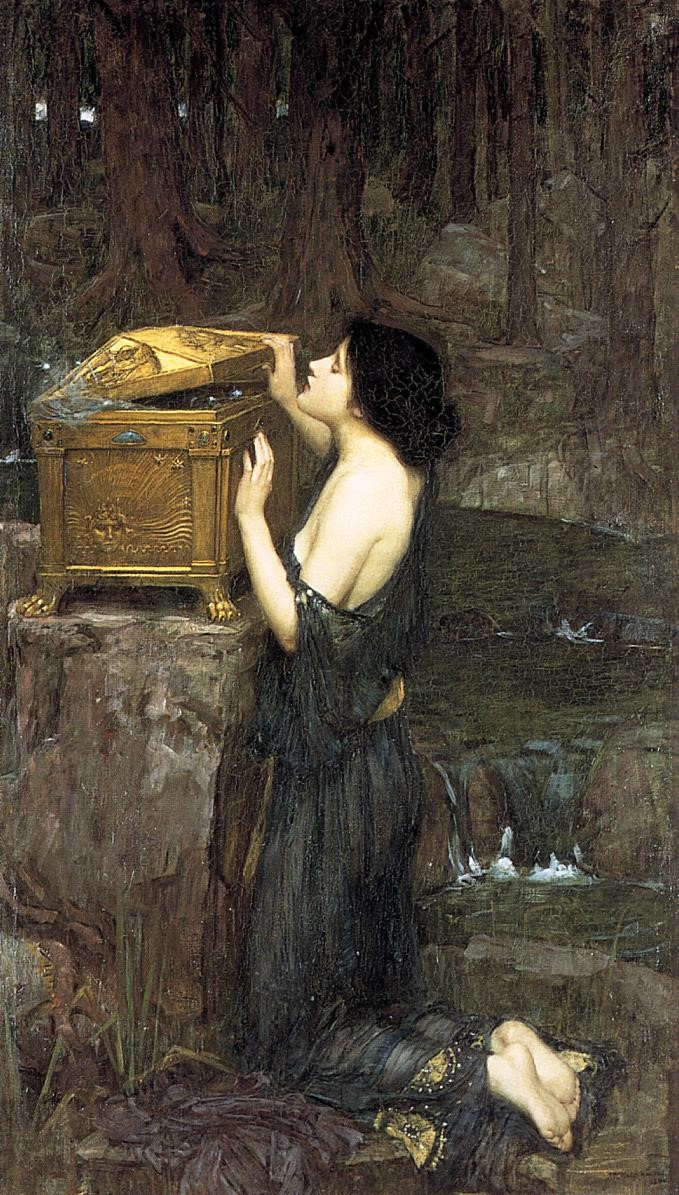
Pandora, óleo sobre lienzo de John William Waterhouse, 1896.

En la mitología griega, Pandora (en griego antiguo: Πανδώρα) fue la primera mujer, hecha por Hefesto por orden del dios Zeus después de que Prometeo, yendo en contra de su voluntad, le otorgara el don del fuego a la humanidad. Pandora, según la versión más común del mito, fue responsable de abrir la caja (originalmente una jarra) que le fue dada por los dioses y que contenía todos los males, liberando en el mundo todas las desgracias que aquejan a la humanidad. Lo último que queda en la caja, antes de que Pandora la cierre, es la esperanza. La expresión «Caja de Pandora» en lugar de jarra o ánfora es una deformación renacentista.
Pandora y Epimeteo fueron los padres de Pirra, la esposa de Deucalión. En un escolio se nos dice confusamente que de Prometeo y Pandora nació Deucalión, aunque el escolio es en parte dudoso. Otro escolio, de nuevo confuso, dice que tanto Pirra como Pandora fueron esposas de Deucalión, y cita explícitamente que Pandora había sido dada por mujer a Epimeteo a cambio del fuego.

## En Hesíodo

### En laTeogonía
Según la versión del poeta Hesíodo, la creación de la primera mujer está ligada estrechamente con el incidente de Mecone, cuando dioses y hombres mortales se separaron. Fue entonces cuando Prometeo urdió un engaño para que, en adelante, cuando los humanos hicieran sacrificios para los dioses, solo les reservaran los huesos y pudieran aprovechar para sí mismos la carne y las vísceras. Zeus, irritado por este acto, les negó el fuego a los humanos pero Prometeo, hurtándolo en una cañaheja, se los restituyó. Zeus, a cambio del fuego, preparó un mal para los hombres:
«Modeló de tierra el ilustre Patizambo [Hefesto] una imagen con apariencia de casta doncella, por voluntad del Crónida [Zeus]. La diosa Atenea de ojos glaucos le dio ceñidor y la adornó con vestido de resplandeciente blancura; la cubrió desde la cabeza con un velo, maravilla verlo, bordado con sus propias manos; y con deliciosas coronas de fresca hierba trenzada con flores, rodeó sus sienes Palas Atenea. En su cabeza colocó una diadema de oro que él mismo cinceló con sus manos, el ilustre Patizambo, por agradar a su padre Zeus. En ella había artísticamente labrados, maravilla verlos, numerosos monstruos. Cuantos terribles cría el continente y el mar; de ellos grabó muchos aquél, y en todos se respiraba su arte, cual seres vivos dotados de voz. Luego, que preparó el bello mal, a cambio de un bien, la llevó donde estaban los demás dioses y los hombres, engalanada con los adornos de la diosa de ojos glaucos, hija de poderoso padre; y un estupor se apoderó de los inmortales dioses y hombres mortales cuando vieron el espinoso engaño, irresistible para los hombres».
Los poemas presentan de distinta forma la introducción de los males por Pandora. En la Teogonía el poeta presenta el origen de la mujer como ruina para los hombres. A Pandora, que en la Teogonía nunca se la menciona por su nombre, se la presenta como la primera de las estirpes de las mujeres: en adelante el hombre debe optar por huir del matrimonio a cambio de una vida sin carencias materiales pero sin descendencia que lo cuide y que mantenga su hacienda después de su muerte; o bien casarse y vivir constantemente en la penuria, corriendo el riesgo incluso de encontrar a una mujer desvergonzada, mal sin remedio. De esta manera no es posible engañar ni transgredir la voluntad de Zeus.

### En losTrabajos y días
En los Trabajos y días se nos vuelve describir la creación de Pandora con unos matices más oscuros:
«Rompió a reír el padre de hombres y dioses [Zeus]; ordenó a Hefesto que al punto mezclase tierra y agua, le infundiera voz y fuerza de un ser humano y formase, parecido a las diosas inmortales, un hermoso y adorable cuerpo de virgen. Mandó después que Atenea la instruyese en sus labores, en el tejido de primorosas telas; y que la dorada Afrodita circundase de gracia su frente, imprimiéndole el doloroso deseo y las ansias que devoran los miembros. A Hermes —mensajero matador de Argos — encargó que le infundiese espíritu de perra y corazón ladino. Dijo así, y todos obedecieron al soberano Zeus, hijo de Crono. Al punto el famoso cojo modeló con tierra la forma de una casta virgen, según los dictados del Cronida. La diosa ojiglauca Atenea le ciñó la cintura y completó su adorno. Alrededor de su cuello, las Gracias divinas y la augusta Persuasión pusieron collares de oro. Y en torno a ella, las Horas de lindos bucles dispusieron guirnaldas con florecillas primaverales. Fue Palas Atenea, la que le ajustó al cuerpo todo el aderezo. El mensajero Argifonte forjó en su pecho mentiras, palabras falaces y un corazón ladino, cumpliendo el designio de Zeus, que truena sordamente. Por último, el heraldo de dioses la dotó de la palabra, y dio a esta mujer el nombre de Pandora, porque todos los moradores de las mansiones olímpicas obsequiaron con tal regalo, procurando la ruina a los hombres que de pan se alimentan».
Hesíodo indica que antes vivían sobre la tierra las tribus de hombres libres de males, y exentas de la dura fatiga y las enfermedades que acarrean la muerte. Pero Pandora, al quitar con sus manos la enorme tapa de una jarra los dejó diseminarse y procuró a los hombres lamentables inquietudes. Sólo permaneció allí dentro la Esperanza, aprisionada entre infrangibles muros bajo los bordes de la jarra, y no pudo volar hacia la puerta; pues antes cayó la tapa de la jarra por voluntad del propio Zeus. Desde entonces mil diversas amarguras deambulan por la tierra y el mar, entre los hombres; las enfermedades causan penalidades a los hombres en silencio, pues Zeus les negó el habla. En esta última versión se menciona por primera vez el nombre de «Pandora» y su vínculo con Epimeteo: Prometeo le había advertido que no aceptara ningún regalo de Zeus, de lo contrario les sobrevendría una gran desgracia a los mortales. Tras un rechazo inicial que enfureció a Zeus, este encadenó a Prometeo en las montañas del Cáucaso. Epimeteo terminó casándose con Pandora y se dio cuenta muy tarde de la astucia del padre de los dioses.
Otras versiones del mito relatan que, en realidad, la jarra contenía bienes y no males. La apertura de la jarra ocasionó que los bienes volaran regresando a las mansiones de los dioses, sustrayéndose de la vida de los hombres que en adelante solo viven afligidos por males. Lo único que pudieron conservar de aquellos bienes es la esperanza. No obstante, la figura de los toneles que contienen tanto el mal como el bien ya está reflejada incluso en la Ilíada, en la que se nos dice que «dos toneles están fijos en el umbral de Zeus: uno contiene los males y el otro los bienes que nos obsequian. A quien Zeus, que se deleita con el rayo, le da una mezcla, unas veces se encuentra con algo malo y otras con algo bueno. Pero a quien solo da miserias, lo hace objeto de toda afrenta, y una cruel aguijada lo va azuzando por la límpida tierra y vaga sin el aprecio ni de los dioses ni de los mortales».

### En elCatálogo de mujeres
En el Catálogo de mujeres nos encontramos de nuevo a Pandora, esta vez como hija de Deucalión y madre del héroe epónimo Greco. No se sabe si esta Pandora es el mismo personaje que aparece en las otras dos obras hesiódicas con una filiación diferente o son dos personajes distintos. Sea como fuera, su inclusión en esa obra relataría el origen de las estirpes de las mujeres que, acostadas con dioses, darían a luz a los héroes de toda la mitología griega en su conjunto. Una labor que al parecer ya era anunciada en la Teogonía: «pues de ella descienden las tribus de las mujeres». La Biblioteca mitológica, que se basa en gran medida en el Catálogo, menciona que Epimeteo y Pandora fueron padres de Pirra, esposa de Deucalión, hijo de Prometeo. Deucalión y Pirra son considerados por el mito como antepasados de la mayor parte de los pueblos de la Antigua Grecia.

## Interpretaciones y menciones ulteriores

### En Sófocles
Sófocles escribió un drama satírico, Pandora, que apenas ha sobrevivido a través de cinco míseros fragmentos. Por Hesiquio sabemos que esta obra tenía también el título de sphyrokópoi o Los forjadores. Otros títulos de igual manera se han propuesto, como Los martilleadores o Los destripaterrones, que hacen alusión al moldeamiento de Pandora a partir del barro. No obstante Pandora también es una epíclesis de Gea, la Tierra, como sabemos por un escolio, además de otro nombre anterior de Rea según una versión tardía. Para tener alguna referencia en cuanto al argumento de la obra se tiene en cuenta una serie de representaciones en cerámica, en las que el motivo común es un grupo de sátiros con martillos en torno a una figura femenina que emerge del suelo. En otro escolio se dice que Prometeo, tras tomar de los sátiros la tinaja de los males y al entregársela a Epimeteo, le recomendó que no aceptase nada de Zeus, pero desoyéndolo aceptó a Pandora. Unos dicen que la Pandora sofoclea trata sobre Hefesto y sus ayudantes, los mencionados «forjadores», que le ayudan en la fabricación de Pandora por orden de Zeus o bien se sospecha que podría ser el ánodos o la salida de la tierra de Perséfone.  Otros dicen que el drama narra que una diosa está emergiendo del suelo y los sátiros la ayudan a emerger con martillos supervisados por Epimeteo, y Pandora, una vez emergida del suelo, ayudará a Prometeo a modelar del barro a la primera mujer. De la misma manera Nicofonte (s. V y IV a. C.) escribió una comedia de igual título, probablemente parodiando el mito.

### Etimología del nombre "Pandora"
Etimológicamente se ha dado a la palabra «Pandora» un significado con distintos matices: Paul Mazon y Willem Jacob Verdenius la han interpretado como "el regalo de todos"; sin embargo, para Robert Graves significa "la que da todo" e indica que con ese nombre (Pandora) se adoraba en Atenas y otros lugares a Rea. Según Graves, se estaría ante la precursora griega de la Eva bíblica, puesto que Pandora es quien, como aquella, trae la desgracia a la humanidad.

### Sentido del mito
Para Jean-Pierre Vernant, el rol de mito de Pandora en el texto hesiódico (sobre todo referido a Trabajos y días) es el de la justificación teológica de la presencia de fuerzas oscuras en el mundo humano. Al intentar Prometeo obtener para los hombres más de lo que debían recibir, arrastra a la humanidad a la desgracia: Zeus da a los mortales un don ambiguo, mezcla de bien y mal, una peste difícil de tolerar pero de la que no se puede prescindir. Es el engaño mismo disfrazado de amante. Pandora es la responsable de comunicar al mundo humano los poderes representados por la estirpe de la Nyx: de ahora en adelante, toda abundancia convive con Ponos, a la juventud sigue Geras, y la justicia contrasta con Eris. La aparición de la mujer implica también la necesidad de un constante afán en las labores agrícolas, puesto que es presentada constantemente como un vientre hambriento, atenta contra la hacienda de su prometido, al que acecha con encantos seductores (Apate), y una vez casada instala el hambre en el hogar.

### ¿Caja opithos?
La mala traducción de pithos como «caja», está atribuida al humanista Erasmo de Róterdam, al traducir la historia hesiódica de Pandora al latín. Hesíodo utiliza el sustantivo πίθος (pithos), que define una tinaja (o jarra o ánfora) de barro para almacenar vino, aceite, grano u otras provisiones. Erasmo sustituyó πίθος por πυξίς (pyxis), que significa propiamente «caja». El contexto de esta historia aparece en los "Adagios" (1508) de Erasmo, en una ilustración en latín que reza "malo accepto stultus sapit" («la experiencia hace sabio al necio»); precisamente en su versión de la caja es el propio Epimeteo quien la destapa, cuyo teónimo parece que significa etimológicamente «el que piensa tardíamente». Desde entonces la expresión «caja de Pandora» se convertido en una expresión proverbial y ha sobrevivido en el acervo cultural hasta nuestros días.

### Estudios y bibliografía secundaria
- Graves, Robert, Los mitos griegos, 2 vols., Madrid, Alianza Editorial, 1985; 6.ª reimpr., 1991, {ISBN 84-206-0110-1} e {ISBN 84-206-0111-X}.
- Grimal, Pierre (2009). Diccionario de mitología griega y romana. Colección Bolsillo Paidós. Barcelona: Ediciones Paidós Ibérica. ISBN 978-84-493-2211-2.
- Hidalgo-Marí, Tatiana. "De Pandora i altres mals: La divulgación industrial-cultural del mite de la dona fatal".2013. Tesis doctoral. Alicante: RUA- Universidad de Alicante. (Disponible en: http://hdl.handle.net/10045/29107)

- Vernant, Jean-Pierre (1973, trad. 1986). Mito y pensamiento en la Grecia antigua (título original: Mythe et pensée chez les grecs). Barcelona: Ariel. ISBN 978-84-344-9702-4.